# Tenshin
Tenshin (転身) é um kata do caratê, que foi criado pelo fundador do estilo Chito-ryu, mestre Tsuyoshi Chitose.

## Características
Como o próprio nome do kata já sugere, trata-se de um desenvolvimento da precisão e da estabilidade do praticante com o aprimoramento das movimentações circulares e pivotadas. O escopo da técnica é fazer com que o oponente tenha prejudicado seus movimentos, porque precisará girar-se e/ou deslocar-se nos ataques, diminuindo sua força. Quer também redirecionar a energia do contragolpe, conduzindo-a em movimentos circulares.